# Пинаева, Людмила Иосифовна
Людми́ла Ио́сифовна Пина́ева (урождённая Хведосю́к, род. 14 января 1936, Красное Село, Ленинградская область) — выдающаяся советская спортсменка (гребля на байдарках). Трёхкратная олимпийская чемпионка, семикратная чемпионка мира, заслуженный мастер спорта СССР (1964).

## Спортивная карьера
Практический весь спортивный путь Людмилы Пинаевой связан с именем тренера Нила Савина, к которому она пришла ещё будучи третьеразрядницей, в 1958 году, по совету своего прошлого тренера Слепушкина. Поскольку заниматься греблей Людмила начала сравнительно поздно, в 22 года, Савин не видел в ней спортсменку высочайшего уровня, тем не менее, благодаря высокой трудоспособности, самодисциплине и целеустремленности, вскоре она начала показывать довольно высокие результаты.
Савин тренировал Пинаеву на гребной базе «Красное знамя» между Каменным и Крестовским островами. Уже спустя два года к спортсменке пришли первые победы, в частности в 1960 году она впервые выиграла первенство СССР, затем последовали победы на более престижных регатах, на первенствах Европы и мира, а также на трёх летних Олимпийских играх. Тренер объяснял успехи своей подопечной мощностью гребков с использованием всех групп мышц: «По физической силе её гребок не сильнее, чем у других (измеряли приборами), но зато очень экономичен, что позволяет сохранять высокую гоночную скорость на второй, наиболее важной, половине дистанции».
В общей сложности Пинаева тренировалась под руководством Нила Савина в течение пятнадцати лет до самого конца своей спортивной карьеры. За это время она сильно привязалась к своему тренеру и впоследствии отмечала, что именно благодаря его труду не проиграла ни одного крупного соревнования со времён токийской Олимпиады.

## Достижения
- Трёхкратная олимпийская чемпионка: 1964 и 1968 в гребле на байдарке-одиночке, 1972 на байдарке-двойке с Екатериной Курышко
- Бронзовый призёр олимпийских игр 1968 года на байдарке-двойке с Антониной Серединой
- 7-кратная чемпионка мира: 1963 (байдарка-четверка), 1966 (байдарка-одиночка, байдарка-четверка), 1970 (байдарка-одиночка), 1971 (байдарка-одиночка, байдарка-четверка), 1973 (байдарка-четверка)
- Серебряный призёр чемпионатов мира: 1963 (байдарка-одиночка, байдарка-двойка), 1973 (байдарка-двойка)
- 6-кратная чемпионка Европы: 1961 (байдарка-двойка), 1965 (байдарка-одиночка, байдарка-четверка), 1967 (байдарка-одиночка, байдарка-двойка, байдарка-четверка)
- 19-кратная чемпионка СССР 1960—1973 годов в составе разных экипажей.

По количеству наград, полученных на Олимпийских играх, чемпионатах мира и Европы, занимает 1-е место среди советских гребцов на байдарках и каноэ.

## Прочая деятельность
Окончила высшую школу тренеров при Ленинградском Государственном дважды орденоносном институте физической культуры им. П. Ф. Лесгафта (1963).
После завершения спортивной карьеры Людмила Пинаева работала в спортивных организациях города.  В настоящее время она является членом Союза спортсменов Петербурга и активно участвует в его работе, постоянно участвует во встречах в петербургском «Клубе знаменитых чемпионов».

## Награды
- Орден Ленина (1972)[4]
- Орден Трудового Красного Знамени
- Орден «Знак Почёта»
- Почётная грамота Президента Российской Федерации (2010)[5]